# Kynasziw
Kynasziw (ukr. Кинашів) – wieś na Ukrainie, w obwodzie winnickim, w rejonie tulczyńskim, w hromadzie Tulczyn. W 2001 liczyła 3114 mieszkańców, spośród których 3052 wskazało jako ojczysty język ukraiński, 57 rosyjski, 2 mołdawski, 1 bułgarski, a 2 białoruski.